# Josef Scheuren
Josef Scheuren, geboren Peter Joseph Scheuren (* 30. April 1898 in Königswinter-Oberdollendorf; † 24. Juni 1972 in Köln) war ein deutscher Politiker (SPD).

## Leben
Nach dem Besuch der Volksschule und der Fortbildungsschule absolvierte Scheuren eine Ausbildung zum Kellner in der Gastronomie. In den Jahren 1916 bis 1918 nahm er als Soldat am Ersten Weltkrieg teil. Nach dem Kriegsende schloss er sich im Jahr 1919 der Gewerkschaft an, arbeitete im Betriebsdienst der Köln-Bonner Eisenbahnen AG und war von 1925 bis 1933 Vorsitzender des dortigen Angestellten- und Betriebsrates. Daneben fungierte er als Vorstandsmitglied der AOK Köln-Land sowie des Kölner Krankenkassenverbandes. In den Jahren 1928 bis 1931 besuchte er das freigewerkschaftliche Seminar in Köln. Hier bildete er sich mit einem Studium der Rechts- und Staatswissenschaften fort.
Scheuren wurde nach der Machtergreifung der Nationalsozialisten im Jahr 1933 aus politischen Gründen entlassen und war im Anschluss zunächst arbeitslos. Er arbeitete seit 1935 als Bürovorsteher und war von 1936 bis 1939 als selbstständiger Handelsvertreter tätig. Von 1939 bis 1945 nahm er als Soldat am Zweiten Weltkrieg teil. Bei Kriegsende geriet er in Kriegsgefangenschaft.
Nach seiner Entlassung aus der Kriegsgefangenschaft trat Scheuren erneut in den Dienst der Köln-Bonner Eisenbahnen AG ein und wurde dort zum Verwaltungsdirektor ernannt. Weiterhin fungierte er als Sonderbeauftragter und ehrenamtliches Vorstandsmitglied der Pensionskasse Deutscher Eisenbahnen und Straßenbahnen. Darüber hinaus war er ehrenamtliches Hauptvorstandsmitglied der ÖTV und Vorsitzender der Kreissparkasse Köln.
Scheuren war seit 1921 mit Sophia Breuer verheiratet. Er starb im Juni 1972 im Alter von 74 Jahren in einem Kölner Krankenhaus.

## Partei
Scheuren trat im Jahr 1925 in die SPD ein und war während der Zeit der Weimarer Republik kommunalpolitisch in Brühl und im Landkreis Köln tätig.

## Abgeordneter
Scheuren war seit 1946 Ratsmitglied der Gemeinde Wesseling und Kreistagsmitglied des Landkreises Köln. Dem Deutschen Bundestag gehörte er von 1953 bis 1957 sowie vom 20. März 1959, als er für den ausgeschiedenen Abgeordneten Alfred Gleisner nachrückte, bis 1965 an. Er war stets über die Landesliste Nordrhein-Westfalen ins Parlament eingezogen.
Öffentliche Ämter
Scheuren amtierte in den Jahren 1948 bis 1952 als Landrat des Landkreises Köln.